# Pere Buxó i Domènech
Pere Buxó Domènech, (Amer, 13 de novembre del 1916 - Amer, 30 de desembre del 1998) fou un músic, pianista i compositor de sardanes.

## Biografia
Des de ben petit ja mostra interès per la música; amb el suport de la seva família, que en tot moment l'impulsa a tirar endavant aquesta afició, principalment per part de la seva mare, Úrsula. Qui realment li obre les portes del món de la música és el mossèn Joan Serra Pujadas (organista de la parròquia d'Amer); així Pere Buxó als set anys entre en el cor Parroquial, on canta com a solista mostrant la seva veu de tible; també s'inicia en l'aprenentatge dels primers cursos de solfeig i de piano.
Als catorze anys, el 1930, ingressa a l'acadèmia del mestre Francesc Civil Castellví de Girona, el qual el prepara per als exàmens del Conservatori Municipal de Música de Barcelona, on aconsegueix cada curs de piano les màximes qualificacions. Als setze anys, el 13 de gener del 1933, mor la seva mare,
Alhora cursa Història de la Música i Estètica Musical. Època en que el mestre Josep Barberà i Humbert és el director del Conservatori del Liceu de Barcelona. Als vint anys, el 1936, en Pere Buxó acaba els cursos de piano i els dos de virtuosisme. Aquest mateix any ha de debutar com a concertista de piano a Figueres, però l'esclat de la Guerra Civil Espanyola, li ho impedeix. Amb vint anys, va incorporar-se a l'exèrcit republicà. Primer és destinat a Madrid, després a València i finalment a Extremadura.
Es casen de dol, a causa de la mort del seu germà petit en Benet, mentre feia el servei militar, el mes de febrer a l'Hospital Militar de Barcelona, als vint-i-dos anys. La cerimònia del casament la celebren al santuari de La Salut (Sant Feliu de Pallerols) i de viatge de nuvis van a Barcelona. Junts continuen amb el negoci del Cafè Buxó de la família (va tancar en la dècada de 1960). Loguen el local i hi ha una botiga de joguines i posteriorment una botiga de llars de foc. En les dècades de 1940 i 1950 Buxó crea les primeres sardanes Gràcia, Anant a la pesca, Font Picant (1950), La Molinereta, Rosó, La Bergassada (1949).
El 1951 crea i dirigeix la “Choral Estelense d'Amer, la qual actua fins a l'any 1962. Pren part en les festes d'Homenatge a la Vellesa, en les celebracions de la Pasqua cantant les tradicionals caramelles i en nombrosos actes del municipi, tan religiosos com profans. En la festa del diumenge 14 de novembre del 1954 a Adri, amb motiu de la inauguració i benedicció d'una imatge de la Verge de Fàtima, hi prengué part la Choral Estelense. Durant la dècada de 1960 Pere Buxó té una moto de la marca Bultaco, la qual ven després d'un accident.
La seva vida com a director i concertista acaba a la cobla–orquestra La Principal de Palafrugell, on actua només l'any 1975; i en el conjunt Els Trobadors del local Acapulco de Blanes. Per la seva acadèmia, l'any 1975 ja hi havien passat més de 300 músics, repartits després en les millors orquestres. Va formar en la mateixa acadèmia els components de l'orquestrina American Jazz, que actua els anys 1951-1952 i la cobla-orquestra Mundial que actua la temporada de 1952-53.